# Мынарал (станция)
Мынарал (каз. Мыңарал) — станция в Мойынкумском районе Жамбылской области Казахстана. Входит в состав Мынаралского сельского округа. Код КАТО — 315645300.

## Население
В 1999 году население станции составляло 482 человека (238 мужчин и 244 женщины). По данным переписи 2009 года, в населённом пункте проживало 690 человек (352 мужчины и 338 женщин).